# Эффект Танци

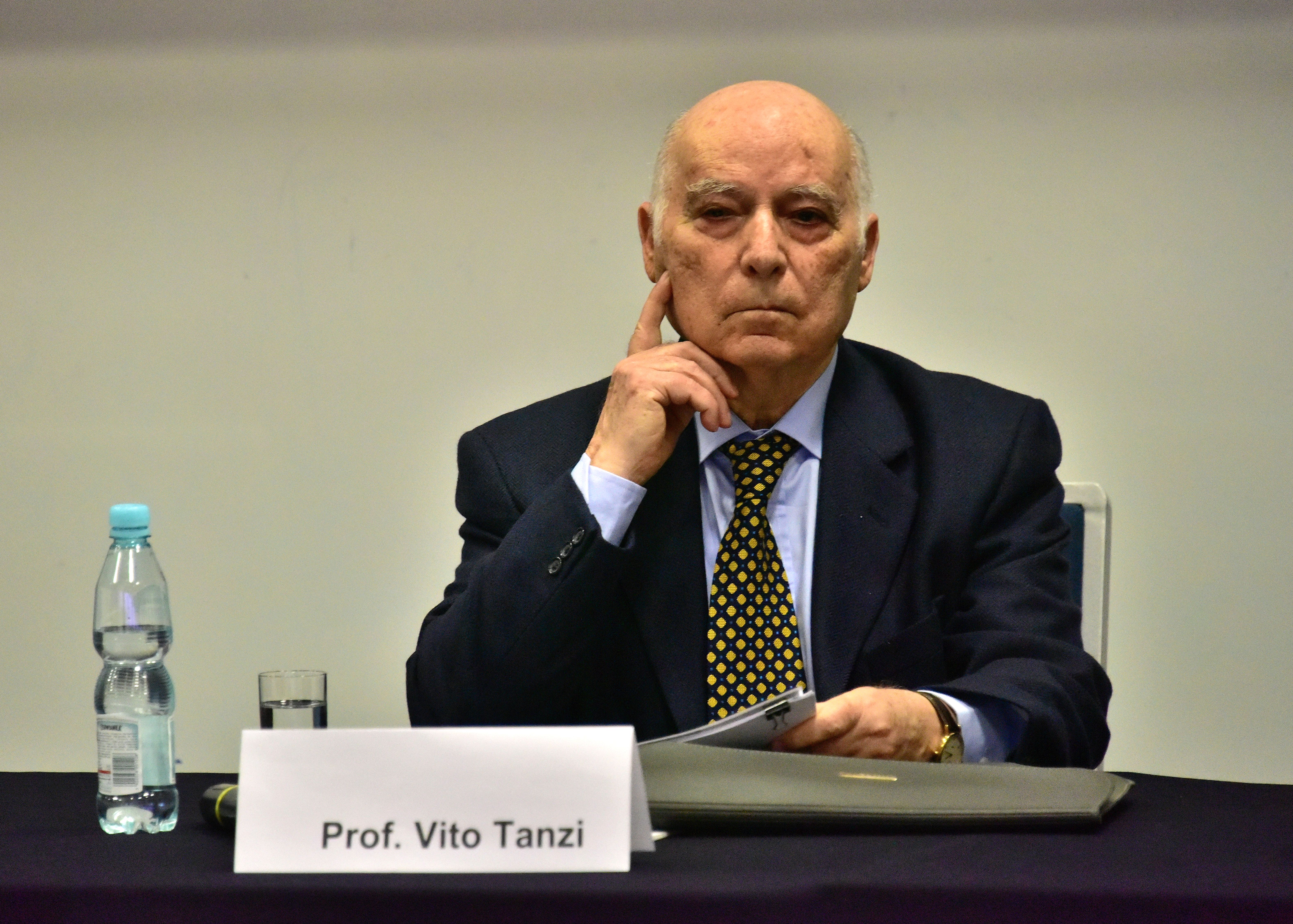
Вито Танци (2019)

Эффект Танци (иногда Танзи), или Эффект Оливера — Танци — явление сокращения государственных доходов во время гиперинфляции, вызванное потерей стоимости налогов, уплачиваемых между моментом возникновения налогового обязательства и его уплатой в бюджет. В результате этого эффекта растёт дефицит бюджета, что в свою очередь ускоряет инфляцию.
Этот феномен назван по имени экономиста В. Танци (Vito Tanzi), описавшего его в статье Inflation, Lags in Collection, and the Real Value of Tax Revenue, опубликованной в журнале Staff Papers в марте 1977 года.
Влияние эффекта Танци усиливается преднамеренными задержками в уплате налогов субъектами предпринимательской деятельности (сознательное затягивание налогоплательщиками сроков внесения налоговых платежей в госбюджет в условиях повышения уровня инфляции) и в то же время все более сильным (и зачастую эффективным) давлением, направленным на ускорение платежей из госбюджета, главным образом на государственные расходы.
Высокая инфляция создаёт экономические стимулы для откладывания уплаты налогов, так как за время «затяжки» происходит обесценивание денег, в результате которого выигрывает налогоплательщик. Следствием этого может стать усиливающийся дефицит государственного бюджета.
Эффект оказывает большое влияние в том случае, если инфляция растёт высокими темпами при отсутствии индексации налогов.
Инфляция оказывает влияние на реальную величину налогового бремени из-за наличия лагов во взимании налогов. Между начислением и уплатой налогов существует временной разрыв, за который поступления налогов успевают обесцениться — это явление называется эффектом Оливера—Танци.
Эффект Танци наблюдается в странах Латинской Америки.

## Исследования
Эффект инфляции налоговых поступлений был известен с конца первой мировой войны, но не исследовался подробно. Хулио Оливера и Вито Танци по проекту экономических реформ Фонда Карнеги за международный мир впервые провели исследования эффекта, уточнив свои результаты позднее в рамках работы с «Группой тридцати».